# ارلا
ارلا (به اسپانیایی: Erla) یک دهستان در اسپانیا است که در استان ساراگوسا واقع شده‌است. ارلا ۱۹ کیلومتر مربع مساحت و ۴۳۸ نفر جمعیت دارد.